# Hapalomys delacouri
Hapalomys delacouri је врста глодара из породице мишева (Muridae).

## Распрострањење
Ареал врсте је ограничен на три државе. Кина, Вијетнам и Лаос су једино позната природна станишта врсте.

## Станиште
Станишта врсте су шуме и бамбусове шуме.

## Угроженост
Ова врста се сматра рањивом у погледу угрожености врсте од изумирања.